# Ženská Liga Amerického Fotbalu 2016
La Ženská Liga Amerického Fotbalu 2016, detta anche Bitters Liga 2016 per ragioni di sponsorizzazione, è la 2ª edizione del campionato di football americano femminile di primo livello, organizzato dalla ČAAF.

## Squadre partecipanti
| Club              | Città | Stadio | Sponsor ufficiale | Risultato nella stagione 2015 |
| ----------------- | ----- | ------ | ----------------- | ----------------------------- |
| Brno Amazons      | Brno  |        |                   |                               |
| Prague Black Cats | Praga |        |                   |                               |
| Prague Harpies    | Praga |        |                   |                               |

## Stagione regolare

### Calendario

#### 1ª giornata
| Praga 11 settembre 2016, ore 15:30 | Prague Harpies | 7 – 35 (0-2 0-20 0-13 7-0) referto | Prague Black Cats | Motorlet (213 spett.)\| Arbitro: \| Klimeš \| |
| Arbitro:                           | Klimeš         |                                    |                   |                                               |

#### 2ª giornata
| Brno 17 settembre 2016, ore 15:30 | Brno Amazons | 44 – 14 (6-7 18-0 6-0 14-7) referto | Prague Harpies | Ragby Bystrc (350 spett.)\| Arbitro: \| Gazdík \| |
| Arbitro:                          | Gazdík       |                                     |                |                                                   |

#### 3ª giornata
| Čelákovice 24 settembre 2016, ore 15:30 | Prague Black Cats | 18 – 12 (12-6 6-6 0-0 0-0) referto | Brno Amazons | (125 spett.)\| Arbitro: \| Malý \| |
| Arbitro:                                | Malý              |                                    |              |                                    |

#### 4ª giornata
| Brno 1º ottobre 2016, ore 15:30 | Brno Amazons | 12 – 24 (0-0 6-6 6-6 0-12) referto | Prague Black Cats | Ragby Bystrc (310 spett.)\| Arbitro: \| Klimeš \| |
| Arbitro:                        | Klimeš       |                                    |                   |                                                   |

#### 5ª giornata
| Praga 9 ottobre 2016, ore 12:00 | Prague Harpies | 0 – 36 (0-11 0-6 0-0 0-19) referto | Brno Amazons | Motorlet (150 spett.)\| Arbitro: \| Hubálek \| |
| Arbitro:                        | Hubálek        |                                    |              |                                                |

#### 6ª giornata
| Čelákovice 16 ottobre 2016, ore 15:00 | Prague Black Cats | 35 – 24 (8-0 7-6 13-12 7-6) referto | Prague Harpies | (207 spett.)\| Arbitro: \| Malý \| |
| Arbitro:                              | Malý              |                                     |                |                                    |

### Classifica
La classifica della regular season è la seguente:
- PCT = percentuale di vittorie, G = partite giocate, V = partite vinte,  P = partite perse, PF = punti fatti, PS = punti subiti

| Pos. | Squadra           | PCT   | G | V | N | P | PF  | PS  |
| ---- | ----------------- | ----- | - | - | - | - | --- | --- |
| 1    | Prague Black Cats | 1.000 | 4 | 4 | 0 | 0 | 112 | 55  |
| 2    | Brno Amazons      | .500  | 4 | 2 | 0 | 2 | 103 | 56  |
| 3    | Prague Harpies    | .000  | 4 | 0 | 0 | 4 | 45  | 149 |

## Playoff

### II Rose Bowl
| Čelákovice 30 ottobre 2016, ore 13:30 | Prague Black Cats | 12 – 26 (0-6 6-7 0-0 6-13) referto | Brno Amazons | (260 spett.)\| Arbitro: \| Gazdík \| |
| Arbitro:                              | Gazdík            |                                    |              |                                      |

## Verdetti
- Brno Amazons Campionesse della Repubblica Ceca 2016